# Cryptocephalomorpha
Cryptocephalomorpha is een geslacht van kevers uit de familie van de loopkevers (Carabidae). De wetenschappelijke naam van het geslacht werd in 1875 gepubliceerd door Ritsema.

## Soorten
- Cryptocephalomorpha australica Baehr, 1997
- Cryptocephalomorpha collaris (C.O.Waterhouse, 1877)
- Cryptocephalomorpha gaverei Ritsema, 1875
- Cryptocephalomorpha genieri Baehr, 1997
- Cryptocephalomorpha gigantea Baehr, 2002
- Cryptocephalomorpha major Baehr, 1997
- Cryptocephalomorpha maxima Baehr, 2009
- Cryptocephalomorpha papua Darlington, 1968